# Pablo II de Constantinopla
Pablo II fue Patriarca ecuménico de Constantinopla de 641 a 653.
Seguidor del monotelismo, recibió una requisitoria del papa Teodoro I para persuadirle de retractarse de su error teológico, pero no tuvo efecto, pues continuó profesando el monotelismo. En el año 641 asumió la regencia para el emperador romano de Oriente Constante II después de una crisis de sucesión. En 680, el Sexto Concilio Ecuménico de Constantinopla condenó el monotelismo como herejía, Pablo fue anatematizado, y su nombre fue borrado de los dípticos.